# Unidad Especial de Buceadores de Combate

Distintivo de los buceadores de combate de la Armada Española.

La Unidad Especial de Buceadores de Combate «Comandante Gorordo» (UEBC) fue una unidad de operaciones especiales de la Armada Española creada en el mes de enero de 1970. Fue sucesora de otra unidad de buceadores de combate creada en 1953, en Palma de Mallorca, a imitación de los Underwater Demolition Teams de la Armada de los Estados Unidos. Adscrita al Centro de Buceo de la Armada, dependió orgánicamente del Almirante de Acción Marítima (ALMART) y funcionalmente del Almirante de la Flota (ALFLOT). Fue pionera como fuerza de élite en el ámbito naval, especializándose en abordajes con resistencia a buques en desplazamiento o fondeados, intervenciones desde lanchas neumáticas o helicópteros (con los métodos Fast-Rope y Helo Cast) y desde submarino (Biplazas «MEDAS») partiendo por esclusa en inmersión. Los efectivos de la UEBC también han realizado saltos con apertura manual desde aviones C-130 «Hércules» y desde los estadounidenses P-3 «Orión» Antisubmarinos. La UEBC fue disuelta el 1 de junio de 2009 en virtud de la Resolución 600/07818/2009, de 4 de mayo, del Almirante Jefe de Estado Mayor de la Armada, que creó la Fuerza de Guerra Naval Especial, unidad en la que están encuadrados los buceadores de combate de la Armada Española desde entonces.